# 수중 하키
수중 하키, 또는 옥토푸시(영어: Octopush)는 2개의 팀으로 나뉘어 물 속에서 퍽을 골에 얼마나 많이 넣는 지에 대해 겨루는 잉글랜드 발상의 수중 스포츠의 하나이다.
게임의 주요 과제는 플레이어가 플레이하는 동안 스쿠버 장비와 같은 호흡 장치를 사용할 수 없으며 숨을 참아야 한다는 것이다. 이 게임은 1954년 영국에서 새로 결성된 잉글랜드 햄프셔 사우스시 서브아쿠아클럽(Sub-Aqua Club)의 창립자인 앨런 블레이크(Alan Blake)가 오픈 워터 다이빙을 하는 추운 겨울 동안 클럽 회원들의 관심과 활동을 유지하기 위한 수단으로 발상한 스포츠로, 문어(octopus) + 밀기(push)라는 뜻으로 옥토푸시라고 이름 붙여졌다. 수중 하키는 이제 CMAS로 약칭되는 세계수중활동연맹(Confédération Mondiale des Activités Subaquatiques)을 전 세계 관리 기관으로 삼아 전 세계적으로 플레이되고 있다. 최초의 수중 하키 세계 선수권 대회는 1979년 국제 정치와 인종 차별 정책으로 인해 잘못된 출발을 한 후 1980년 캐나다에서 개최되었다.

## 같이 보기
- 하키